# Kolatak
Kolatak (in azero Kolatağ) è una comunità rurale del distretto di Kəlbəcər, in Azerbaigian, fino al 2024 appartenente alla repubblica di Artsakh (fino al 2017 denominata repubblica del Nagorno Karabakh).
Il villaggio si trova nella stretta valle scavata dall'omonimo fiume a pochi chilometri dalla confluenza di questo nel Khachenaget. nei pressi sorgono i monasteri di Metsanarits e di Koshik Anapat meta di flussi turistici.
Nel 2012 è stata completamente asfaltata la strada (in precedenza quasi impraticabile per molti mesi l'anno) che collega il villaggio alla statale per Martakert; in tale occasione viene riportata una popolazione locale di 202 membri per 85 famiglie, numero inferiore rispetto alla statistica dell'ultimo censimento.